# Tausūg

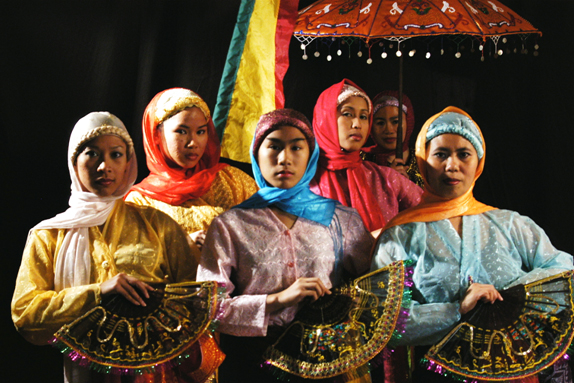
Tausūg-Frauen in traditionellen Gewändern bei einem Fächertanz

Die Tausūg, auch Suluk, sind eine ethnische Gruppe auf den Philippinen und in Malaysia. Der Name Tausūg leitet sich von den beiden Worten tau und sūg (oder suluk) ab, was mit „Menschen der Strömung“ zu übersetzen ist und sich auf ihre Heimat, den Sulu-Archipel bezieht. Die beiden Bezeichnungen Sūg und Suluk meinen hierbei dasselbe, wobei das Letztere eine phonetische Entwicklung genommen hat, bei der der Laut /l/ entfiel und die beiden kurzen /u/ zu einem langen /uː/ zusammengefasst wurden.
Das Volk der Tausūg auf Sabah, einem Teil von Malaysia, bezeichnen sich selbst zwar als Tausūg, geben jedoch in offiziellen Dokumenten, wie Geburtsurkunden die Bezeichnung Suluk als Ethnie an. Die Tausūg sind ein Teil der weit verbreiteten ethnischen Gruppe der Moros, die die sechstgrößte ethnische Bevölkerungsgruppe der Philippinen darstellen. Ursprünglich besaßen sie ein souveränes Reich, das Sultanat von Sulu, welches sich über die heutigen Provinzen Basilan, Palawan, Sulu, Tawi-Tawi wie auch über den östlichen Teil des Malaiischen Staates von Sabah (vormals Nord-Borneo) ausdehnte.

## Ausdehnung
Die Tausūg besiedeln heute hauptsächlich die Provinz Sulu und die Provinzen Zamboanga del Sur, Basilan und Tawi-Tawi, sind als Minderheiten aber auch in den Metropolregionen Cebu und Manila zu finden. Zudem existieren große Populationen in allen Teilen von Sabah auf Malaysia, wo sie mehrheitlich als Bauarbeiter beschäftigt sind, wobei ein nennenswerter Prozentsatz als Facharbeiter tätig ist. Die Arbeiter der Tausūg werden oftmals mit den Bajau verwechselt, die zwar in dieser Region zahlreicher, aber in der Regel weniger qualifiziert sind.
Die Tausūg besiedeln die Gebiete im Osten dieses malaiischen Staates bereits seit der Zeit, als das Sultanat von Sulu über den östlichen Teil von Sabah herrschte, von der Ortschaft Kudat im Norden bis in das südöstlich gelegene Sempurna. Die meisten haben sich mittlerweile mit anderen auf Sabah lebenden Volksgruppen vermischt, insbesondere mit den Bajau, so dass ihre Zugehörigkeit zu der Volksgruppe der Suluk lediglich aus ihren Geburtsurkunden hervorgeht.

## Demographie und Sprache

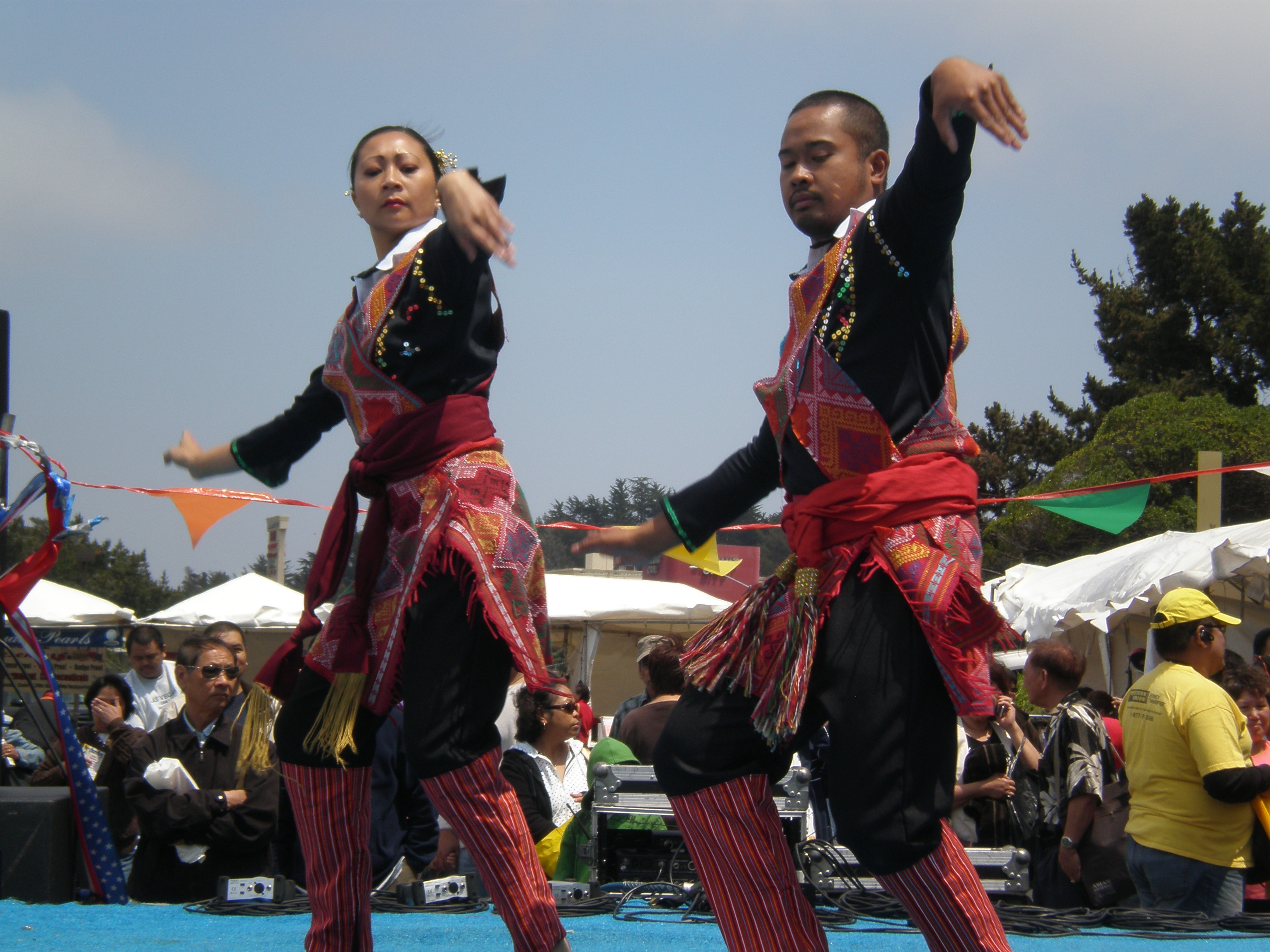
Tanzgruppe in traditionellen Gewändern

Auf den Philippinen gehören der Volksgruppe etwa 953.000 Menschen an, während in Malaysia schätzungsweise 300.000 Angehörige der Tausūg leben. Sie sind mit den Visayan verwandt, wie auch die Sprache Tausug den Visayan-Sprachen zugehörig ist. Trotzdem sehen sich die Tausūg selbst nicht als Visayan. Sie verwenden diesen Begriff lediglich für die christlichen Sprecher dieser Sprachen, während die überwiegende Mehrheit der Tausūgs muslimisch ist. Die in jüngster Zeit in Malaysia zugewanderten Tausūg sprechen zudem die Sprachen Chavacano oder andere Visayan-Sprachen, wie Cebuano. Auf den Philippinen sind neben den genannten Sprachen zumeist das Tagalog und die Malaiische Sprache zu hören, wobei Letztere jedoch in Indonesien und Malaysia weitaus verbreiteter ist. Daneben wird sowohl auf den Philippinen wie auch in Malaysia die Englische Sprache als Zweitsprache verwendet.
Die malaiischen Tausūg, die Abkömmlinge der Bevölkerung des ehemaligen Sultanats von Sulu sind und den östlichen Teil Sabahs besiedeln, sprechen und verstehen ebenso die Sabah-Dialekte Suluk und Simunul sowie Bahasa Malaysia. Diejenigen, die Verbindung zu den Bajau besitzen, beherrschen zudem auch deren spezifische Dialekte. Der eigene Dialekt droht jedoch mehr und mehr zu verschwinden. So konnten im Jahre 2000 die meisten Kinder der Tausūg in Sabah, und hier speziell in den Ortschaften auf der westlichen Seite des malaiischen Staates, bereits kein Tausug mehr verstehen. Stattdessen verständigen sich nur noch mit örtlichen malaiischen Dialekten oder über die englische Sprache.

## Kultur
Die Tausūg sind erfahrene Segler und werden für ihre farbenprächtigen Boote oder Vintas geschätzt. Zudem waren sie als Krieger geachtet und sind gute Handwerker. Sie sind bekannt für den Pangalay-Tanz (in Sabah auch als Daling-Daling bekannt), bei dem die Tänzerinnen künstliche verlängerte Fingernägel tragen, die aus Bronze oder Silber gefertigt sind und als janggay bezeichnet werden. Ihre Darbietungen basieren auf den Bewegungen des Vidhyadhari (in Bahasa Sūg: Bidadali), einem Wesen aus der vorislamischen buddhistischen Mythologie.

## Traditionelle Führungsform
In früherer Zeit wurde von den Tausūg der Sultan von Sulu als ihr Führer angesehen. Das Herrschaftssystem war ein patrilineares System, in dem der Titel Sultan den alleinigen Souverän des Sultanates (In der Tausūg-Sprache: Lupah Sug, wörtlich: „Land der Strömung“) benennt. In der Hierarchie folgen darunter verschiedenen Maharajas und Rajas, die als untergeordnete Prinzen verstanden werden können. Unter diesen wiederum steht eine Linie von zahlreichen Panglima oder Lokalfürsten, die in ihrer Funktion den auf den Philippinen verbreiteten Barangay Kapitan ähneln, dem Vorstand eines Barangay (Ortsteil).
In Sabah bestimmte der Sultan von Sulu ebenso die Geschehnisse und entsandte hierfür seinen Repräsentanten mit dem Titel eines Datuk, der dort über die lokale Bevölkerung regierte und dessen Macht ebenso auf einige Bajau-Stämme übertragen wurde, deren Oberhäupter hierfür den Titel Panglima überantwortet bekamen. Viele der Datuks waren enge Verwandte des Sultans, die als dessen Nachfolger eher in Frage kamen, als die entsprechenden Anwärter auf den Philippinen. Ihre Ehefrauen erhielten den Titel Dayang. Einen besonderen Stellenwert nehmen die Sarip (Shariff) und deren Frauen, die Sharifah, ein, die von arabischen Königshäusern abstammten und als religiöse Führer einen hohen Stellenwert genossen. Viele von ihnen hatten einen Verwaltungsposten inne und wirkten als Gemeinschaftsführer Seite an der Seite mit den Datuks.

## Geschichte

### Ära der Sultanate
→ Siehe Sultanat von Sulu
Die Geschichte von Sulu beginnt mit Makdum, einem muslimischen Missionar, der im Jahre 1380 die Inseln von Sulu erreichte. Nach seiner Ankunft führte er den Islam ein und ließ sich bis zu seinem Tod in Tubig Indangan, auf der Insel Simunul, nieder. Hier stehen bis heute die Pfeiler der Moschee, die er zu seinen Lebenszeiten hatte bauen lassen.
Im Jahre 1390 landete Raja Baguinda in Buansa (auf der Insel Jolo) und erweiterte hier die missionarische Arbeit von Makdum. Der arabische Gelehrte Abu Bakr kam um 1450 in das Gebiet von Sulu, heiratete Baguindas Tochter und wurde, nach dessen Tod, zum Sultan ernannt. In dieser Position führte er das Sultanat als ein politisches System ein. Dies beinhaltet die Bildung von politischen Distrikten in Parang, Pansul, Lati, Gitung und Luuk, die nun von einem Panglima als Distriktleiter geführt wurden.
Nach dem Tod von Abu Bakr wurde das System des Sultanats auf das gesamte Gebiet von Sulu erweitert. Noch vor der Ankunft der Spanier waren die verschiedenen ethnischen Gruppen in Sulu, die Tausug, die Samal, die Yakan und die Bajau, in unterschiedlichen Graden im Sultanat von Sulu vertreten. Damit war dieses Sultanat zu dieser Zeit das zentralisierteste politische System auf den Philippinen. Im Jahre 1578 begannen die spanischen Versuche einer Eroberung der südlichen philippinischen Gebiete insbesondere der Insel Mindanao und des Sulu Archipels. Bis 1898 gab es verschiedene Schlachten zwischen Truppen der spanischen Kolonialregierung und den Muslimen auf Mindanao.

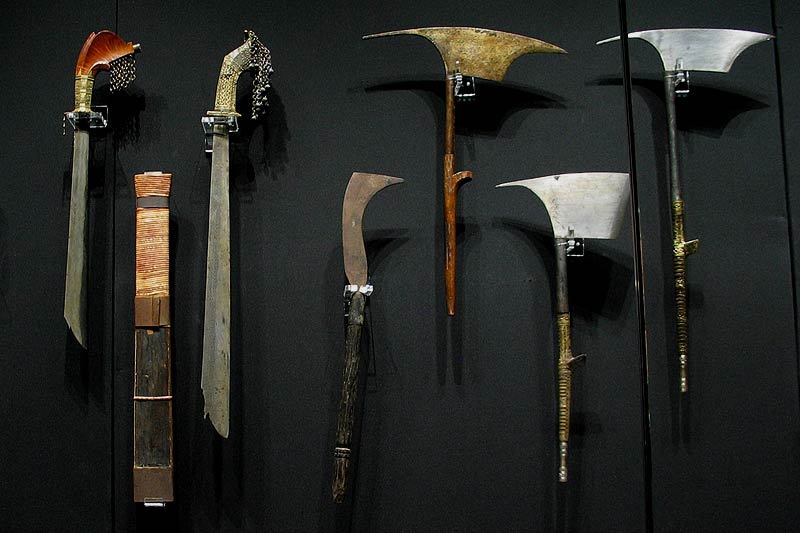
Waffen der Tausug

Der erste Versuch wurde von einer Expedition unternommen, die im Jahre 1578 von Gouverneur Francisco de Sande unter der Führung von Capt. Rodriguez de Figueroa entsandt wurde. Ein Jahr danach gab die spanische Regierung de Figueroa das alleinige Recht zur Kolonisation Mindanaos. Als Antwort darauf überfielen die Muslime Ortschaften in den von Spanien bereits kontrollierten Visayas-Inseln Panay, Negros und Cebu, die jeweils von spanischen und einheimischen Truppen zurückgeschlagen werden konnten. Im frühen 17. Jahrhundert wurde unter Sultan Kudarat eine große Allianz aus den Volksgruppen der Maranao, der Maguindanao, der Tausūg und aus weiteren muslimischen Gruppen gebildet, die das Gebiet vom Golf von Davao bis nach Dapitan auf der Halbinsel von Zamboanga dominierten. Von den Spaniern wurden in der Folge verschiedene Expeditionen entsandt, die jedoch allesamt scheiterten. 1635 besetzte Capt. Juan de Chaves die Ortschaft Zamboanga und errichtete dort ein Fort. Im Jahre 1637 führte General-Gouverneur Hurtado de Corcuera persönlich eine Expedition gegen Kudarat und triumphierte bei Lamitan und Ilian über dessen Truppen. Am 1. Januar 1638 besiegte de Corcuera mit 80 kleinen Schiffen und 2000 Soldaten die Tausūg und eroberte die Insel Jolo. Der daraufhin ausgearbeitete Friedensvertrag konnte jedoch keine spanische Souveränität über Sulu etablieren, da die Tausūg den Vertrag aufhoben, sobald die Spanier die Gebiete im Jahr 1646 wieder verlassen hatten.
Im Jahre 1737 trat Sultan Alimud Din I. in einen „dauerhaften“ Friedensvertrag mit Gouverneur-General Valdes y Tamon ein, woraufhin 1746 vom spanischen König Philip Jesuiten nach Jolo gesandt wurden. Die „Erlaubnis“ von Sultan Azimuddin-I. (dem rechtmäßigen Erben), den christlichen Jesuiten die Anwesenheit auf Jolo zu gewähren, erzürnte jedoch dessen Bruder Raja Muda Maharajah Adinda Datu Bantilan (den nächsten in der Thronfolge). Datu Bantilan war strikt gegen die Störung oder Entehrung des islamischen Glaubens in dem Sultanat von Sulu, die er durch die christlichen Jesuiten befürchtete. Es kam daraufhin zu einem Kampf zwischen den beiden Brüdern, der dazu führte, dass Sultan Azimuddin-I Jolo verließ, nach Zamboanga ging und 1748 weiter nach Manila floh. Nach der Flucht Azimuddin-I wurde Raja Muda Maharajah Adinda Datu Bantilan als neuer Sultan ausgerufen und herrschte fortan unter dem Namen Sultan Bantilan Muizzuddin. In den folgenden Jahren wurden die christlichen Missionare vertrieben und die islamische Vorherrschaft gefestigt.
1893 wurde Amirnul Kiram als Sultan Jamalul Kiram II mit der offiziellen Anerkennung der spanischen Führung inthronisiert. Im Jahre 1899, nach der Niederlage Spaniens im Spanisch-Amerikanischen Krieg, übergab Col. Luis Huerta, der letzte spanische Gouverneur von Sulu, seine Garnison an die amerikanischen Streitkräfte.

### Der Untergang der Sultanate
Während des Philippinisch-Amerikanischen Krieges nahmen die Amerikaner eine Politik der Nichteinmischung in die Angelegenheiten der muslimischen Gebiete ein, die im Bates Agreement (der Bates Übereinkunft) von 1899 festgehalten wurde, das die Unterschrift von Brigadegeneral John C. Bates und Sultan Jamalul Kiram II von Jolo trägt. Obwohl das Bates Agreement bis zu einem gewissen Grade eine „Besänftigung“ erreichte, ging der Widerstand des Sulu Sultanats weiter. So bekämpften zum Beispiel im Jahre 1901 der Distriktführer (Panglima) Hassan und seine Gefolge die Amerikaner, in dem Glauben, die Akzeptierung der amerikanischen Souveränität würde seine eigene Autorität beeinträchtigen (Che Man l990:46-47).
Nach dem Philippinisch-Amerikanischen Krieg richtete die Amerikaner eine Direktherrschaft über die neu geformte Moro-Provinz ein, die sich aus den fünf Distrikte Zamboanga, Lanao, Cotabato, Davao und Sulu zusammensetzte. Dies brachte politische, soziale und wirtschaftliche Veränderungen mit sich, die sich in der Einrichtung von Institutionen der Provinz- und Distriktpolitik äußerten, die Einführung eines öffentlichen Schulsystems forcierte und ein, von den Amerikanern angeregtes Justizwesen vorsah. Weiterhin wurde die Auferlegung der Cedula (Aufenthaltserlaubnis) oder Kopfsteuern eingeführt und die Abschaffung der Sklaverei durchgesetzt. Ebenso wurde durch die Kolonialregierung die Migration von Christen in den muslimischen Gebieten intensiviert. Diese und weitere Faktoren trugen dazu bei, dass der Widerstand der muslimischen Bevölkerung weitere 10 Jahre lang nicht nachließ. Am 15. Dezember 1913 wurde die Moro-Provinz schließlich durch das Department of Mindanao and Sulu ersetzt.
Mit der Ratifizierung der Carpenter Vereinbarung im Jahre 1915 und dem Tod von Sultan Jamalul-Kiram-II 1936, der ohne Nachkomme blieb, ging das Sultanat von Sulu unter. In einem Memorandum vom 20. September 1937 erklärte Präsident Manuel Quezon in diesem Zusammenhang die Nicht-Anerkennung „irgendeines“ Erben des Sultanats von Seiten der zu dieser Zeit regulären Commonwealthregierung, der er als Präsident vorstand.
Der britische Verwalter in Sabah übernahm die Politik der Nicht-Anerkennung hingegen nicht, was die Bestätigung der Rechte des Sultanats von Sulu und seiner Nachfolger in Sabah nicht ausschloss. Die Versuche einiger Datuks in Sabah, die Nachfolgefrage mit dem Sultan der Brunei zu klären schlugen jedoch fehl.

### Ab 1919
Um die Integration der muslimischen Volksgruppen in die philippinische Gemeinschaft zu fördern, wurde eine „Politik der Entspannung“ eingeführt. Daneben wurde mit dem Public Land Act von 1919 der „Proxy colonialism“ („Vertretungskolonialismus“) legalisiert, der die pusaka, die Tausūg-Gesetze (von den Ahnen vererbter Besitz), die auf der islamischen Scharia basieren, entkräftete. Diese Verordnung garantierte unter anderem dem Staat das Recht, Landeigentum zu übertragen. Es war gedacht, dass die Muslime von den „weiterentwickelten“ christlichen Filipinos „lernen“ würden und sich somit leichter in die breite Masse der philippinischen Gesellschaft integrieren ließen.
Im Februar 1920 durchlief die Verordnung Nr. 2878 den philippinischen Senat und das Repräsentantenhaus, der das bisherige für das Gebiet geltende Ministerium von Mindanao und Sulu aufhob und dessen Verantwortung dem Büro für Nichtchristliche Volksgruppen unter dem Innenministerium überantwortete. Die Unzufriedenheit unter den Muslimen wuchs nun, je mehr Macht an die christlichen Filipinos übertragen wurde. Von Führern der muslimischen Gruppen wurden daraufhin zwischen 1921 und 1924 Petitionen bei den Vereinigten Staaten eingereicht mit der Bitte, die Gebiete von Mindanao und Sulu unter die direkte Administration der USA zu stellen. Keine dieser Petitionen wurde jedoch bewilligt. Da ein bewaffneter Widerstand keinen realistischen Erfolg versprach, versuchten manche Muslime, das Beste aus der Situation zu machen. Im Jahre 1934 wurden schließlich auch vier Vertreter der Muslime, Arolas Tulawi von Sulu, Datu Manandang Piang und Datu Blah Sinsuat von Cotabato sowie Sultan Alaoya Alonto von Lanao auserkoren, um innerhalb der Verfassungsgebenden Versammlung an der philippinischen Verfassung von 1935 mitzuarbeiten. Im selben Jahr wurden zwei weitere Muslime als Vertreter in die Nationalversammlung gewählt.
In den Jahren des Commonwealth wurden die Privilegien, die die Muslime noch unter der amerikanischen Administration besaßen, langsam weiter abgebaut. Die muslimische Bevölkerung wurde gar von einigen nationalen Gesetzen ausgenommen, wie es das Verwaltungsgesetzbuch für Mindanao belegt. Ebenso wurden den Muslimen die Rechte entzogen, ihre eigene traditionell islamische Rechtsprechung durchzuführen, wie es der Morobehörde (dem Moro Board) noch zugestanden wurde. Es war jedoch unwahrscheinlich, dass die Muslime, die auf eine längere kulturelle Tradition zurückblicken konnten als die christlichen Filipinos, tatsächlich ihre Identität aufzugeben bereit gewesen wären. So formten sich verschiedene Separatistenbewegungen, die bald an Macht innerhalb der muslimischen Bevölkerung gewannen, wie die Muslim Independence Movement (MIM – Muslimische Unabhängigkeitsbewegung), die Ansar El-Islam und die Union of Islamic Forces and Organizations (Vereinigung der islamischen Kräfte und Organisationen).
Im Jahre 1969 wurde von einer jungen Gruppe gebildeter Muslime schließlich die Nationale Befreiungsfront der Moros (MNLF) gegründet, deren Ziel die Einrichtung einer Bangsamoro-Republik war. Nach jahrelangen blutigen Auseinandersetzungen im Süden der Philippinen begannen 1976 Verhandlungen zwischen der philippinischen Regierung und der MNLF in Tripolis, die in den Vertrag von Tripolis mündeten, der einen autonomen Bezirk in Mindanao vorsah. Nur Misuari, der Führer der MNLF, wurde eingeladen, der provisorischen Regierung vorzusitzen, was er jedoch ablehnte. Ein einberaumtes Referendum wurde schließlich von den Muslimen selbst boykottiert, was die Gespräche zum Erliegen brachte und die Kämpfe wieder aufflammen ließ.

### Ab 1989
In der Folge wurde am 1. August 1989 der Republic Act 673, auch als Organic Act for Mindanao (Gesetz zur Organisation Mindanaos) bezeichnet, verabschiedet, der einen neuen autonomen muslimischen Bezirk, die Autonomous Region von Mindanao (ARMM), entstehen ließ. Die Einwohner der muslimisch bewohnten Gebiete durften in einer Volksabstimmung entscheiden, ob ihre Provinz bzw. ihre provinzunabhängige Stadt diesem Bezirk angehören sollte. Als Ergebnis dieses Referendums schlossen sich die Provinzen Maguindanao, Lanao del Sur, Sulu und Tawi-Tawi dem Bezirk ARMM an.
Noch heute sind viele Führungsmitglieder der radikalen Gruppen, zum Beispiel der Abu Sajaf, einer Terrorgruppe, die in Mindanao und dem Sulu-Archipel operiert, Angehörige der Volksgruppe der Tausūg.